# Primera División de Egipto 2008-09
El Torneo 2008/09 de Egipto fue otra edición de la Primera División de Egipto, cuenta con 16 equipos de los cuales, los dos primeros clasifican a la Liga de Campeones de la CAF.

## Canales de televisión asociados a la Liga
- Canal 2 de Egipto
- Al Riyadiya del Nilo
- Sueño Deporte
- TV satélite egipcio
- El deporte moderno
- Sueño 1
- A-R-T Deportes
- Al-Riyadiyah

## Partidos especiales
Como siempre, en cualquier liga, hay ciertos partidos que se destacan los partidos de la temporada. En Egipto, los partidos se prevé que la mayoría son aquellos de entre el triángulo de poder en Egipto, que consiste en el Al Ahly, Zamalek y Ismaily. 
- Si uno se refiere a ella como el "Derby de Egipto", el "Derby de El Cairo" o "África del Derby", Al Ahly vs Zamalek es uno de los derbis en el mundo. Es un partido entre África de mayor éxito de los clubes, ya que tienen 11 títulos de Liga de Campeones entre ellos, cinco y seis para el Zamalek de Al Ahly. 
- El Cairo-Ismailia rivalidad es otro choque de titanes en el fútbol de Egipto, El Cairo como los clubes de base Ahly y Zamalek han mezclado las relaciones con la ciudad de Ismailia, el hogar de la Ismaily Club Deportivo, la tercera más cara decorada en Egipto. El Zamalek-Ismaily juegos son generalmente pacíficos como los clubes de fanes juntas y han tenido tradicionalmente buenas relaciones con los demás, a diferencia de la relación entre Ahly y Ismaily aficionados. 
La razón para el odio entre los aficionados Ismaily Ahly y no está claro, pero la mayoría de acuerdo en que el principal conflicto se remonta a 1967 la Guerra de los Seis Días. Las tropas israelíes obligaron a los habitantes de Ismailia y la mayoría de las personas que viven en el Canal de Suez para evacuar y salir de sus casas, yendo hacia el oeste hacia el interior de Egipto. Ismaily SC pidió a Al Ahly de acogida, pero El Cairo negó gigantes. Este fue un duro golpe a la relación entre ambas partes, y ha sido siempre un punto sensible desde entonces. Asimismo, durante la reconstrucción del Ahly período de 2004, Ahly logró firmar una serie de exjugadores estrellas Ismaily incluido Mohamed Barakat, Islam Al Shater y Emad Al Nahhas.

## Datos
- Petrojet continúa con su forma especial desde la última temporada y logra mantener la competencia en el primer lugar de la tabla con 21 puntos en sus primeros 10 partidos de un posible 30.

- Al-Ahly es 7 ª sesión de la tabla con 13 puntos y 4 partidos en la mano, incluyendo un partido contra Ismaily. Ahly ganó 4, empató uno y perdió en un partido en Port Said Al Masry.

- Zamalek se encuentra tercero con 16 puntos y 2 partidos en la mano, ganando 5, en el dibujo 1 y perder 2 partidos incluyendo un partido contra minnows Al Olimpy en casa en El Cairo.

- Al Ismaily logrado iniciar con firmeza, pero parece estar desapareciendo. 4 º en la tabla con 16 puntos y un juego en la mano, ganando 5, un dibujo en el Canal de Suez Derby con Al Masry y perder 3 incluye un nuevo partido contra commers Shorta.

- Mahmoud "Shikabala" Abd El Razek, Zamalek, fue dado a 6 meses de prohibición por la FIFA debido a irregularidades en su traslado a la parte griega de Zamalek PAOK de 23 de julio y una multa de 990.000Euros. Se espera para hacer su regreso el 7 de noviembre en la casa de Zamalek partido contra Al Mokawleen.

- Ahmed Hassan, Egipto capitán del equipo nacional, hace su primera entrada a la Liga Premier de Egipto desde 1998 con su nuevo club Al Ahly de RSC Andelecht por un monto no revelado.

- Chico de oro de Ghana de la CAN de 2008 "Junior" fue trasladado de Agogo Nottingham Forest al Zamalek de 800000Euros informó, un registro de la firma de un jugador de África en Egipto.

- Al Masry y gerente general de la leyenda egipcia Hossam Hassan fue un 6 partido touchline prohibición de Egipto por el FA y una multa de 50.000 libras egipcias en la semana 5 debido a sus argumentos con el árbitro y el cuarto oficial en Al Masry fuera del partido de Egipto con Telecom.

- Al ismaelita conseguido volver a entrar en el ex estrella adelante Mohsen Mohamed Abo Greisha en sus filas después de regresar de un año de préstamo en Zhejiang Lucheng hechizo de la Super Liga china. Se contrató al veterano delantero a 3 años y medio de contrato.

- El-Masry Presidente y conocido hombre de negocios Puerto Saidi Sayed Metwally falleció durante la Semana 10 a causa de un paro cardíaco. Como tal en la segunda serie de partidos de la semana, los equipos llevaban brazaletes negro. Fue 68.

## Tabla final
| Pos | Mov.          | Club                   | PJ | PG | PE | PP | GF | GC | Dif. | Puntos | Comentario                                 |
| --- | ------------- | ---------------------- | -- | -- | -- | -- | -- | -- | ---- | ------ | ------------------------------------------ |
| 1   | =             | Al-Ahly (C)            | 30 | 18 | 9  | 3  | 52 | 25 | 27   | 63     | Liga de Campeones de la CAF                |
| 1   | =             | Ismaily                | 30 | 20 | 3  | 7  | 52 | 31 | 21   | 63     | Liga de Campeones de la CAF                |
| 3   | Crecimiento   | Petrojet               | 30 | 13 | 12 | 5  | 47 | 38 | 9    | 51     | Copa Confederación de la CAF               |
| 4   | Decrecimiento | Haras El-Hodood        | 30 | 14 | 8  | 8  | 34 | 22 | 12   | 50     |                                            |
| 5   | Decrecimiento | ENPPI                  | 30 | 13 | 10 | 7  | 49 | 39 | 10   | 49     |                                            |
| 6   | =             | Zamalek                | 30 | 11 | 9  | 10 | 34 | 29 | 5    | 42     |                                            |
| 7   | =             | El Geish               | 30 | 10 | 8  | 12 | 40 | 50 | -10  | 38     |                                            |
| 8   | Crecimiento   | Masry                  | 30 | 9  | 10 | 11 | 36 | 34 | 2    | 37     |                                            |
| 9   | Decrecimiento | El-Shorta              | 30 | 9  | 10 | 11 | 28 | 29 | -1   | 37     |                                            |
| 10  | Crecimiento   | El-Meqawleen           | 30 | 8  | 13 | 9  | 35 | 37 | -2   | 37     |                                            |
| 11  | Decrecimiento | Al Itthad Al Sakandary | 30 | 10 | 7  | 13 | 29 | 35 | -6   | 37     |                                            |
| 12  | Crecimiento   | Ghazl El-Mehalla       | 30 | 8  | 9  | 13 | 20 | 26 | -6   | 33     |                                            |
| 13  | Decrecimiento | Petrol Asyut           | 30 | 9  | 6  | 15 | 25 | 39 | -14  | 33     |                                            |
| 14  | =             | Telecom Egypt          | 30 | 7  | 11 | 12 | 43 | 46 | -3   | 32     | Descendido a la Segunda división de Egipto |
| 15  | =             | Tersana                | 30 | 5  | 9  | 16 | 28 | 45 | -17  | 24     | Descendido a la Segunda división de Egipto |
| 16  | =             | El-Olympi              | 30 | 6  | 7  | 17 | 30 | 57 | -27  | 24     | Descendido a la Segunda división de Egipto |

| Campeón Al-Ahly |

## Enlaces y Referencias
- Sitio web oficial

- Datos: Q2950303